# Oploeven en afvallen
Oploeven en Afvallen zijn twee verwante termen uit de zeilvaart, die ook van toepassing is op vrijwel alle vaartuigen. Het betreft in beide gevallen een verandering van de vaarrichting.
Bij oploeven gaat de voorsteven van de boot zich naar de windrichting (loef) toe bewegen zodat het schip meer aan de wind gaat varen. Door de voorwaartse beweging van het schip is de waterdruk bij de boeg groter dan bij de achtersteven, waardoor de achterkant meer door de wind opzij wordt geblazen dan de voorkant. De vaarsnelheid is in grote mate bepalend voor de mate van oploeven, ook windsnelheid, windkracht en koers hebben invloed. Door al deze variabelen kan een schip niet helemaal windneutraal ontworpen worden. Bij oploeven moet het zeil meer boven het midden van het schip komen te staan. (zie stand van de zeilen). Andere scheepstypes zoals kano's en kajaks kunnen oploeven compenseren door middel van opkanten, boogslagen of door te trimmen met de ligging in het water of een scheg of een roertje. Motorschepen zullen oploeven veelal compenseren met het roer; voor zeil- en handaangedreven schepen wordt compensatie met het roer vaak als energieverspilling ervaren.
Bij afvallen daarentegen verwijdert de voorsteven zich van de windrichting, bijvoorbeeld een verandering vanaf aan de wind naar halve wind.